# Matrjosjka
Matrjosjka (russisk: матрёшка; [mɐˈtrʲoʂkə]?; også kaldet babusjka eller russisk dukke) er en delbar russisk trædukke fyldt med op til i alt seks mindre delbare dukker indeni, samt den mindste dukke som ikke er delbar. Navnet matrjosjka er en diminutiv af det russiske pigenavn "Matrjona" (russisk: Матрёна), som også kan betyde matrone. Ordet babusjka (russisk: бабушка) betyder bedstemor på russisk.
Den første matrjosjka skabtes i 1890 af kunstneren Sergej Maljutin og en træskærer i kunstnerkolonien på godset Abramtsevo udenfor Moskva, som ejedes af kunstmæcenen Savva Mamontov. Maljutins design var inspireret af en opstilling af japanske trædukker forestillende de syv lykkeguder fra den japanske mytologi. Denne første matrjosjkadukke bestod af otte dukker; først seks piger, dernæst en dreng og længst inde et spædbarn.
I 1900 præsenterede Savva Mamontovs hustru dukken på Verdensudstillingen i Paris, hvor den fik sit internationale gennembrud og bronzemedaljen i kategorien legetøj.